# Gasela de Bennett
La gasela de Bennett (Gazella bennettii), també coneguda com a gasela de l'Índia, és una espècie de gasela que viu a les praderies i àrees desèrtiques de l'Índia i en algunes zones de l'Iran i el Pakistan.
Fa 65 centímetres d'alçada i pesa uns 23 quilograms. A l'estiu, el pelatge és de color marró o marró rogenc, amb el pèl llis i llustrós. A l'hivern, en canvi, el contrast entre el pèl del coll i el ventre blanc és més marcat. Són característiques les bandes marrons que van de la vora dels ulls fins al musell, que al seu torn estan envoltades per bandes blanques.
La llargada màxima de les banyes mai observada en un exemplar era de més de 39 centímetres.